# Powiat żydaczowski (Galicja)
Powiat żydaczowski – dawny powiat kraju koronnego Królestwo Galicji i Lodomerii, istniejący w latach 1867–1918.
Siedzibą c.k. starostwa był Żydaczów. Powierzchnia powiatu w 1879 roku wynosiła 10,2074 mil kw. (587,33 km²), a ludność 58 234 osoby. Powiat liczył 76 osad, zorganizowanych w 70 gmin katastralnych.
Na terenie powiatu działały 2 sądy powiatowe – w Mikołajowie i Żurawnie.

## Starostowie powiatu
- Lorenz Pressen – m.in. w 1868, honorowy obywatel Jarosława i Mikołajowa[1]
- Antoni Schiffner (1871)
- Mikołaj Hołyński (1879–1882)
- Aleksander Des Loges
- Emil Flechner (1890)

## Komisarze rządowi
- Karol Popiel (1871)
- Gustaw Hausknecht (1879)
- Julian Fedorowicz (1882)
- Wincenty Pol (1890)
- Kazimierz Jaworczykowski (1911)

## Komisarze powiatowi
- Artur Loret (1917)[2]